# Кодификатор административно-территориальных единиц и территорий территориальных общин
Кодификатор административно-территориальных единиц и территорий территориальных общин (КАТЕТТО, укр. Кодифікатор адміністративно-територіальних одиниць та територій територіальних громад (КАТОТТГ)) — национальный реестр административно-территориальных единиц и территорий территориальных общин Украины, введенный 26 ноября 2020 приказом Министерства развития общин и территорий Украины (Минрегиона) на замену своему предшественнику, классификатору объектов административно-территориального устройства Украины (КОАТУУ). Он предназначен для создания, сбора, накопления, обработки, учета информации по административно-территориальным единицам страны.
Его введение было следствием административно-территориальной реформы на Украине, начатой в 2015 году, в течение которой населенные пункты соседних сельских, поселковых и городских советов постепенно объединялись в территориальные общины, и частью которой было создание новых районов в июле 2020 года, в результате чего количество районов сократилось с 490 до 136.
Новая действующая редакция кодификатора утверждена Министерством развития общин и территорий Украины 12 января 2021 года.
За ведение электронного реестра отвечает Минрегион.
Аналогами КАТЕТТО для России являются ОКАТО и ОКТМО.

## Структура
Административно-территориальные единицы разделены на пять уровней:
1. Первый уровень — области, Автономная Республика Крым, города, имеющие специальный статус (Киев и Севастополь).
2. Второй уровень — районы в областях и в Автономной Республике Крым.
3. Третий уровень — территориальные общины (в областях и в АРК).
4. Четвертый уровень — города, села, поселки (населенные пункты).
5. Дополнительный уровень — районы в городах (в том числе в городах, имеющих специальный статус).

Административно-территориальные единицы также разделены по категориям, каждая категория имеет своё однобуквенное сокращение:
- О — области и АРК;
- К — города, имеющие специальный статус (Киев и Севастополь)
- Р — районы в областях и в АРК;
- Н — территориальные общины;
- М — города;
- Т — поселки городского типа;
- С — села;
- Х — поселки;
- В — районы в городах.

## Коды
```
UA
|
ОО
|
РР
|
ГГГ
|
ППП
|
ММ
|
УУУУУ
```

Код административно-территориальной единицы состоит из букв «UA» (код Украины по ISO 3166-1), за которыми следуют 17 цифр.
| Код                             | Расшифровка | Позиция в коде     | Разъяснение |
| ------------------------------- | ----------- | ------------------ | --- |
| UA\|ОО\|РР\|ГГГ\|ППП\|ММ\|УУУУУ | ОО          | 1, 2               | Первые две цифры — это код административно-территориальной единицы первого уровня (области, АРК или города со специальным статусом). |
| UA\|ОО\|РР\|ГГГ\|ППП\|ММ\|УУУУУ | РР          | 3, 4               | Следующие две цифры — это код района.                                                                                                |
| UA\|ОО\|РР\|ГГГ\|ППП\|ММ\|УУУУУ | ГГГ         | 5, 6, 7            | Следующие три — это код территориальной общины.                                                                                      |
| UA\|ОО\|РР\|ГГГ\|ППП\|ММ\|УУУУУ | ППП         | 8, 9, 10           | Еще три цифры — это код населенного пункта.                                                                                          |
| UA\|ОО\|РР\|ГГГ\|ППП\|ММ\|УУУУУ | ММ          | 11, 12             | Дальнейшие две являются кодом района в городе.                                                                                       |
| UA\|ОО\|РР\|ГГГ\|ППП\|ММ\|УУУУУ | УУУУУ       | 13, 14, 15, 16, 17 | Последние пять цифр является уникальным идентификатором объекта.                                                                     |

Если какая-то из частей кода неприменима к конкретной единице (например код района в городе неприменим для территориальных общин), то в этой части кода ставятся нули. Например, село Новые Безрадичи имеет код «UA32120070080094229», и в этом коде два нуля на одиннадцатой и двенадцатой позиции (выделены жирным шрифтом) является кодом района в городе, и там стоят именно нули, поскольку код района в городе не применяется к сёлам.

## Примеры
- UA74000000000025378 — Черниговская область
- UA46140000000036328 — Яворовский район Львовской области
- UA71020270000021083 — Стебловская поселковая община
- UA32120070080094229 — село Новые Безрадичи
- UA80000000000210193 — Дарницкий район города Киева